# Borgers (Unternehmen)
Borgers war ein nordrhein-westfälischer Automobilzulieferer, dessen Vermögenswerte 2023 nach einer Insolvenz von Autoneum übernommen wurden. Das Unternehmen produzierte Isolations-, Dämpfungs- und Dekorverkleidungen für die Fahrzeuginnenraum-Ausstattung sowie schalldämpfende Füllmaterialien für die Weiße Industrie. 2023 galt es für einige Auto-Dämmstoffe als Marktführer und belieferte unter anderem Volkswagen.
Seit der Unternehmensgründung 1866 durch Johann Borgers (1841–1914) belieferte das Unternehmen den Fahrzeugbau und stattete Kutschen mit Polsterwatte und Polstermaterial aus Abfallstoffen der Textilindustrie aus. 1962 eröffnete das Familienunternehmen ein Werk in Dingden. 2019 wurde in 26 Werken Dämmstoffe für Automobile und elektrische Großgeräte gefertigt.
Im Sommer 2022 verkaufte Borgers seine Maschinenbausparte, bestehend aus der Olbrich GmbH und der R+S Automotive GmbH, an die US-amerikanische Matthews International Corporation für 43 Millionen Euro. Am 17. Oktober 2022 wurde für die Borgers SE & Co. KGaA als Obergesellschaft, die Borgers Management SE, die Johann Borgers GmbH, die Johann Borgers Berlin GmbH und die Borgers Süd GmbH ein Insolvenzantrag gestellt. 2023 übernahm die Autoneum Holding AG im Rahmen eines Asset Deals die Vermögenswerte der Borgers-Gesellschaften in Deutschland und die Anteile an den Tochtergesellschaften in Frankreich, Polen, Schweden, Spanien, Tschechien, dem Vereinigten Königreich und den USA von Borgers. Als Kaufpreis wurden 117 Millionen Euro vereinbart. Der neue Eigentümer führte den Firmennamen Borgers nicht weiter, erhielt aber die rund 800 Arbeitsplätze in Bocholt.

## Kartell
Borgers und Autoneum waren von 2005 bis 2013 Teil eines Kartells rund um schallschluckende Autobauteile. Neben Borgers und Autoneum waren hieran auch Carcoustics Int., Greiner Perfoam, Ideal Automotive und die IAC-Gruppe beteiligt. Die Gesamtstrafe betrug 75 Millionen Euro. Borgers musste als Kronzeuge kein Bußgeld zahlen. Autoneum zahlte im Rahmen einer einvernehmlichen Verfahrensbeendigung 29,5 Millionen Euro.